# Лайл, Рон
Рон Лайл (англ. Ron Lyle; 12 февраля 1941, Дейтон, Огайо, США — 26 ноября 2011, Денвер, Колорадо, США) — американский боксёр-профессионал, регулярный претендент на титул чемпиона мира в тяжёлом весе. Один из лучших боксёров эпохи Мохаммеда Али. Второй боксёр после Али, которому удалось отправить Джорджа Формана в нокдаун и единственный, кому это удалось сделать одним ударом. Позже Форман скажет о нём: «Это что-то! Только Рон бил настолько сильно, что это уже даже было не больно. Никто так не бил как он». Завоевал любовь публики благодаря зрелищности своих поединков, в особенности с именитыми тяжеловесами своего времени, работая в открытой стойке и превращая любой поединок в жестокий размен ударами. Дебютировал на профессиональном ринге в возрасте 30 лет.

## Профессиональная карьера
Дебютировал на профессиональном ринге 23 апреля 1971 года, одержав победу нокаутом во 2-м раунде.
10 июля 1972 года нокаутировал во 2-м раунде экс-чемпиона мира в полутяжёлом весе венесуэльца Висенте Рондона.
9 февраля 1973 года проиграл по очкам бывшему претенденту на титул чемпиона мира в тяжёлом весе Джерри Кварри.
12 мая 1973 года победил по очкам бывшего претендента на титул чемпиона мира в полутяжёлом и тяжёлом весе аргентинца Грегорио Перальту.
17 ноября 1973 года во второй раз встретился с Григорио Перальтой. Поединок завершился вничью.
19 марта 1974 года победил по очкам бывшего претендента на титул чемпиона мира в тяжёлом весе аргентинца Оскара Бонавену.
16 июля 1974 года победил по очкам экс-чемпиона мира в тяжёлом весе американца Джимми Эллиса.

#### Бой с Джимми Янгом 1
11 февраля 1975 года уступил по очкам Джимми Янгу.

#### Чемпионский бой сМохаммедом Али
16 мая 1975 года Лайл вышел на бой против чемпиона мира в тяжёлом весе (WBC и WBA) Мохаммеда Али. После 10 раундов Лайл вёл на карточках двух судей, а у третьего была ничья. В 11-й трёхминутке Али решил спасать проигрываемый поединок. Рон парировал джеб Мохаммеда, однако тут же чемпион воткнул между его перчатками правый кросс, который пришёлся точно в челюсть претендента. Далее последовало продолжительное добитие прижатого соперника к канатам и остановка боя. Это было первое досрочное поражение Лайла в карьере. 

#### Бой с Эрни Шейверсом
13 сентября 1975 года Лайл победил нокаутом в 6-м раунде Эрни Шейверса.

#### Бой с Джорджем Форманом
24 января 1976 года встретился  с Джорджем Форманом.В конце 1 раунда Лайл потряс Формана, но развить успех не сумел. 2 и 3 раунды прошли с преимуществом Формана, который загнал Лайла в угол и пробивал серии ударов. В начале 4 раунда Лайл пошёл в атаку и серией ударов отправил Формана в нокдаун. Форман поднялся и вскоре завязался размен ударами, в котором Форман отправил Лайла в нокдаун. Лайл поднялся, Форман попытался добить Лайла, но Лайл выдержал и сам пошёл в атаку, в результате которой за 2 секунды до конца раунда снова отправил Формана в нокдаун. В начале 5 раунда Лайл потряс Формана. Форман чуть не упал, но удержался на ногах, Лайл пробил несколько тяжёлых ударов в голову Формана и выдохся, после чего Форман сам пошёл в атаку, в которой загнал Лайла в угол и серией ударов отправил Лайла в нокдаун. На счёт 10 Лайл всё ещё находился на полу. Рефери зафиксировал нокаут.

#### Бой с Джимми Янгом 2
6 ноября 1976 года во второй раз в карьере встретился с Джимми Янгом. Снова, как и в первом бою, уступил по очкам.

#### Бой с Джо Багнером
20 марта 1977 года победил по очкам (раздельным решением) бывшего претендента на титул чемпиона мира в тяжёлом весе Джо Багнера.
24 октября 1980 года проиграл нокаутом в первом же раунде Джерри Куни. После этого ушёл из бокса.
Однако, спустя 15 лет вернулся на ринг. В течение 1995 года провёл 4 боя (все выиграл нокаутом) против малоизвестных боксёров. После этого ушёл из бокса окончательно.